# 핑딩산
핑딩산(平頂山)은 해발 1,429m인 중국의 산이다. 중국 북동부의 싱안링산맥(興安嶺山脈)의 동쪽에 있는 샤오싱안링[小興安嶺(소흥안령)] 산맥의 최고봉이다. 샤오싱안링은 헤이룽장성의 북동부에 위치해 있으며, 북북서에서 남남동으로 뻗어 있다.
샤오싱안링 산맥 인근에는 임업도시인 이춘 시(伊春市)가 있다.

## 지명 표기
- 핑딩산 ping ding shan, 平顶山

## 백두산이라는 주장
2007년 5월, 한국의 대한지적공사 조병현 지적재조사팀장이 백두산이 현재의 백두산이 아니라 핑딩산이라는 주장을 제기하였으나, 설득력이 부족한 것으로 평가되었다.